# Политевич, Сергей Эдуардович
Серге́й Эдуа́рдович Полите́вич (бел. Сяргей Эдуардавіч Паліцевіч; род. 9 апреля 1990[…], Ли́да, Гродненская область) — белорусский футболист, защитник минского «Динамо» и сборной Беларуси. Мастер спорта Республики Беларусь международного класса.

## Карьера

### Клубная
Воспитанник ДЮСШ города Лиды (с 8 лет). Выступал за минский «МТЗ-РИПО» (юноши), ФК «Лида», новополоцкий «Нафтан». В 2007 году дебютировал в составе «Нафтана» в высшей лиге.
В январе 2008 года перешёл в «Крылья Советов», подписав контракт на 3 года. В самарский клуб Политевич приехал в 17-летнем возрасте, как и его соотечественник Алексей Сквернюк в 2004 году. Молодой защитник был признан лучшим игроком в своем амплуа на проходившем в 2008 году ежегодном юношеском футбольном турнире имени Гранаткина. «Крылья Советов» выиграли борьбу за Политевича у ведущих московских клубов, петербургского «Зенита» и донецкого «Шахтёра». 6 августа 2008 года дебютировал в основном составе «Крыльев» в матче 1/16 финала Кубка России 2008/09 с клубом «Газовик».
В июле 2009 года был отдан в полуторагодичную аренду своему бывшему клубу — «Нафтану».
11 января 2011 года заключил 4-летний контракт с минским «Динамо», где вскоре стал основным центральным защитником. В октябре 2013 года вместе с Александром Сулимой был переведён в дублирующий состав, через месяц вернулся в основу и вновь занял место в центре защиты. 24 января 2014 года продлил контракт ещё на 2 года. За 5 сезонов в столичном клубе Политевич провел 173 матча во всех турнирах, в которых забил 11 голов. Сыграл 11 матчей на групповом этапе Лиги Европы (5 — в сезоне 2014/15, 6 — в сезоне 2015/16). Капитан клуба в сезоне 2015. Покинул «Динамо» после истечения срока контракта.
14 января 2016 стало известно о подписании соглашения с турецким клубом «Генчлербирлиги». За два сезона сыграл в 56 играх чемпионата, также провёл 7 игр на Кубок страны и забил один гол.
2 июля 2018 года Политевич подписал контракт с алматинским «Кайратом». В чемпионате успел отыграть 7 игр и стал с командой серебряным призёром и обладателем Кубка Казахстана, хотя легионеры в Кубке не играли. В квалификации Лиги Европы с голландским «Алкмааром» (2:0, 1:2) и чешской «Сигмой» (2:1, 0:2) провёл все 4 матча полностью.
В январе 2020 года подписал контракт с клубом «Шахтёр» из Солигорска. В декабре 2022 года футболистом интересовался российский клуб «Ахмат», по информации источников сделавший официальное предложение. В январе 2023 года футболист покинул солигорский «Шахтёр».
В январе 2023 года вернулся в минское «Динамо». Первый матч за клуб сыграл 18 марта 2023 года против «Ислочи». В общей сложности провел за "Динамо" 7 сезонов, сыграл 220 матчей и забил 14 голов (чемпионат — 165, Кубок — 16, Суперкубок — 1, Лига чемпионов — 3, Лига Европы — 31, Лига конференций — 4).
В феврале 2024-го попал в топ-30 самых важных людей в суверенной истории минского «Динамо» по версии Bet News (занял 25-е место).
В 30-м тура чемпионата страны-2024 против брестского «Динамо» (1:1) провел 500-й матч в карьере на высшем уровне.
В январе 2025-го перешел в жодинское «Торпедо»-БЕЛАЗ, подписал с клубом годичный контракт.

### В сборной
Бронзовый призёр молодёжного чемпионата Европы 2011 в Дании. Участник Олимпийских игр 2012 в Лондоне.
В национальной сборной Беларуси дебютировал 21 мая 2014 года в товарищеском матче со сборной Лихтенштейна в Вадуце (5:1). Забил 9 ноября 2016 года в Пирее гол со штрафного в товарищеском матче со сборной Греции (1:0).
Осенью 2018 года вместе защитниками с Шитовым и Маевским, также игравшими в Казахстане, вызывался на игры Лиги Наций и выступил в трёх играх из шести, когда сборная Беларуси с сухим счётом (10:0) выиграла группу 2 Лиги D и вышла в Лигу С.
| №  | Дата             | Оппонент          | Счёт | Голы | Пасы | Карточки | Минуты | Соревнование                  |
| -- | ---------------- | ----------------- | ---- | ---- | ---- | -------- | ------ | ----------------------------- |
| 1  | 21 мая 2014      | Лихтенштейн       | 5:1  | —    | —    | —        | 90'    | Товарищеский матч             |
| 2  | 4 сентября 2014  | Таджикистан       | 6:1  | —    | —    | —        | 90'    | Товарищеский матч             |
| 3  | 15 ноября 2014   | Испания           | 0:3  | —    | —    | —        | 90'    | Отбор ЧЕ-2016 (группа C)      |
| 4  | 18 ноября 2014   | Мексика           | 3:2  | —    | —    | —        | 90'    | Товарищеский матч             |
| 5  | 30 марта 2015    | Габон             | 0:0  | —    | —    | —        | 90'    | Товарищеский матч             |
| 6  | 9 октября 2015   | Словакия          | 1:0  | —    | —    | —        | 21'    | Отбор ЧЕ-2016 (группа C)      |
| 7  | 12 октября 2015  | Македония         | 0:0  | —    | —    | —        | 90'    | Отбор ЧЕ-2016 (группа C)      |
| 8  | 29 марта 2016    | Черногория        | 0:0  | —    | —    | —        | 90'    | Товарищеский матч             |
| 9  | 27 мая 2016      | Северная Ирландия | 0:3  | —    | —    | —        | 12'    | Товарищеский матч             |
| 10 | 31 мая 2016      | Ирландия          | 2:1  | —    | —    | —        | 14'    | Товарищеский матч             |
| 11 | 31 августа 2016  | Норвегия          | 1:0  | —    | —    | —        | 11'    | Товарищеский матч             |
| 12 | 6 сентября 2016  | Франция           | 0:0  | —    | —    | —        | 90'    | Отбор ЧМ-2018 (группа A)      |
| 13 | 7 октября 2016   | Нидерланды        | 1:4  | —    | —    | —        | 90'    | Отбор ЧМ-2018 (группа A)      |
| 14 | 9 ноября 2016    | Греция            | 1:0  | 14′  | —    | —        | 45'    | Товарищеский матч             |
| 15 | 13 ноября 2016   | Болгария          | 0:1  | —    | —    | —        | 90'    | Отбор ЧМ-2018 (группа A)      |
| 16 | 23 марта 2017    | Швеция            | 0:4  | —    | —    | —        | 90'    | Отбор ЧМ-2018 (группа A)      |
| 17 | 28 марта 2017    | Македония         | 0:3  | —    | —    | —        | 45'    | Товарищеский матч             |
| 18 | 9 июня 2017      | Болгария          | 2:1  | —    | —    | —        | 90'    | Отбор ЧМ-2018 (группа A)      |
| 19 | 12 июня 2017     | Новая Зеландия    | 1:0  | —    | —    | —        | 90'    | Товарищеский матч             |
| 20 | 31 августа 2017  | Люксембург        | 0:1  | —    | —    | —        | 45'    | Отбор ЧМ-2018 (группа A)      |
| 21 | 7 октября 2017   | Нидерланды        | 1:3  | —    | —    | —        | 90'    | Отбор ЧМ-2018 (группа A)      |
| 22 | 10 октября 2017  | Франция           | 1:2  | —    | —    | —        | 90'    | Отбор ЧМ-2018 (группа A)      |
| 23 | 9 ноября 2017    | Армения           | 1:4  | —    | —    | —        | 90'    | Товарищеский матч             |
| 24 | 13 ноября 2017   | Грузия            | 2:2  | —    | —    | —        | 90'    | Товарищеский матч             |
| 25 | 23 марта 2018    | Азербайджан       | 1:0  | —    | —    | —        | 90'    | Товарищеский матч             |
| 26 | 27 марта 2018    | Словения          | 2:0  | —    | —    | —        | 90'    | Товарищеский матч             |
| 27 | 8 сентября 2018  | Сан-Марино        | 5:0  | —    | —    | 23'      | 90'    | Лига наций 2018/2019 (Лига D) |
| 28 | 11 сентября 2018 | Молдова           | 0:0  | —    | —    | —        | 90'    | Лига наций 2018/2019 (Лига D) |
| 29 | 18 ноября 2018   | Сан-Марино        | 2:0  | —    | —    | —        | 90'    | Лига наций 2018/2019 (Лига D) |
| 30 | 6 сентября 2019  | Эстония           | 2:1  | —    | —    | —        | 90'    | Отбор ЧЕ-2020 (группа C)      |
| 31 | 9 сентября 2019  | Уэльс             | 0:1  | —    | —    | —        | 90'    | Товарищеский матч             |
| 32 | 10 октября 2019  | Эстония           | 0:0  | —    | —    | 41'      | 90'    | Отбор ЧЕ-2020 (группа C)      |
| 33 | 23 февраля 2020  | Узбекистан        | 1:0  | —    | —    | —        | 90'    | Товарищеский матч             |

Итого: сыграно матчей: 33 / забито голов: 1; победы: 15, ничьи: 7, поражения: 11.

## Достижения

### Командные
Молодёжная сборная Беларуси
- Бронзовый призёр молодёжного чемпионата Европы: 2011

«Динамо» (Минск)
- Чемпион Беларуси (2): 2023, 2024
- Серебряный призёр чемпионата Беларуси (2): 2014, 2015
- Бронзовый призёр чемпионата Беларуси (2): 2012, 2013
- Финалист Кубка Беларуси: 2012/13

«Кайрат»
- Серебряный призёр чемпионата Казахстана (2): 2018, 2019
- Обладатель Кубка Казахстана: 2018

«Шахтёр» (Солигорск)
- Чемпион Беларуси (3): 2020, 2021, 2022[a]

### Личные
- В списках 22 лучших футболистов чемпионата Беларуси (3): сборная «А» — 2013, 2015; сборная «Б» — 2014.